# MaJLo
MaJLo, właściwie Maciej Łukasz Milewski (ur. 27 marca 1992 w Gdyni) – gitarzysta, producent muzyczny, kompozytor i autor piosenek.

## Kariera
W wieku 7 lat rozpoczął naukę gry na skrzypcach w szkole muzycznej, jednak instrument ten porzucił dla gitary. Studiował na Akademii Muzycznej w Gdańsku, w klasie gitary jazzowej. W czasie studiów powstał Maciej Milewski Quintet i wydawnictwo „The Bird’s Reﬂection" – autorski projekt artysty. Muzyk jest laureatem m.in. nagrody indywidualnej na RCK Pro Jazz Festiwal, III nagrody na międzynarodowym konkursie kompozytorskim im. Krzysztofa Komedy, a jego zespół dwukrotnie wystąpił na festiwalu Jazz Jantar w gdańskim klubie ŻAK. Komponował także muzykę do sztuk teatralnych.
Od roku 2015, już jako MaJLo, został producentem muzyki będącej połączeniem songwritingu i brzmień elektronicznych. W grudniu tego samego roku miała miejsce premiera jego debiutanckiej EP – „Reverse”. Już pierwszy singiel – „Lights”, nagrany razem z Ralphem Kaminskim zaistniał wyraźnie nie tylko na polskich playlistach, ale również na wielu zagranicznych kanałach muzycznych. Remiks tego utworu wykonany przez francuski duet producentów FDVM zabrzmiał m.in. na festiwalu Coachella oraz Daybreak.
W marcu 2017 roku ukazała się pierwsza długogrająca debiutancka płyta „Over The Woods”, która od razu zaowocowała zaproszeniem na koncerty przez takie festiwale jak m.in. Open’er czy Spring Break. MaJLo na swoich albumach pełni rolę zarówno kompozytora, producenta, realizatora; jest także wykonawcą większości partii instrumentalnych. Płytę promują utwory „Another Day”, oraz „Get Down” oraz „The Bird’s Song”.
Utwory zawarte na płycie zostały docenione przez zagraniczne kanały muzyczne, a remiks piosenki „Another Day” przekroczył 13 milionów odsłuchań tylko w samym serwisie Spotify. Z kolei singiel pt. „The Bird’s Song” znalazł się w czołówce serialu „Diagnoza” produkcji TVN i w szybkim tempie przekroczył wynik miliona odsłuchań na Spotify.

## Dyskografia

### Albumy studyjne
- 2017: Over The Woods
- 2018: re covery
- 2020: Vestiges: The Scenes

### EP
- 2015: Reverse
- 2022: It Might Be Real

### Single
- 2015: Lights feat. Ralph Kaminski
- 2016: Another Day
- 2017: Try (feat. Arek Kłusowski)
- 2017: Apprehension
- 2018: I Cannot Change For You
- 2020: Dear Gunna,
- 2021: Złoto (feat. Natalia Grosiak)
- 2022: Healing
- 2022: Habits